# Дагоберт III
Дагоберт III (фр. Dagobert III; 699 — между 3 сентября и 31 декабря 715) — король франков в 711—715 годах из династии Меровингов. Сын короля Хильдеберта III и Эдонны.
Имя Дагоберт в переводе с франкского языка означает «Блистающий, как день».

## Биография
Дагоберт III унаследовал от своего отца короны трех франкских королевств — Нейстрии, Бургундии и Австразии — в возрасте двенадцати лет. Реальная власть, однако, находилась в руках майордома Пипина Геристальского, который правил в Австразии. В Нейстрии майордомом был его сын Гримоальд Младший. Однако оба они умерли в 714 году. Новым майордомом стал несовершеннолетний сын Гримоальда Теодоальд.
Смерть Пипина Геристальского вызвала открытый конфликт между его наследниками и нейстрийской знатью, которая выбирала майордомов. Вдова Пипина Плектруда руководила королевством от имени короля Дагоберта III и майордома Теодоальда, обоих несовершеннолетних. Нейстрийская знать воспользовалась этим, чтобы восстать. Они объединились в лесу недалеко от Компьеня и в 715 году разгромили армию австразийцев. После этого Нейстрия восстановила свою независимость и местная знать избрала новым майордомом Рагенфреда.
Пока внимание правителей было отвлечено войной с фризами на севере, в короткое царствование Дагоберта III началось обособление областей Южной Галлии: Саварик, воинственный епископ Осера, в 714 и 715 годах на свой страх и риск подчинил себе Орлеан, Невер, Авалон и Тоннер, а Эд в Тулузе и Антенор в Провансе стали фактически независимыми правителями.
После совершенно безликого царствования шестнадцатилетний Дагоберт III умер между 3 сентября и 31 декабря 715 года.